# Roc Vaquer
El Roc Vaquer és una formació rocosa i muntanya de 371,9 m alt del límit dels termes comunals de Bulaternera i Rodès, el primer de la comarca del Rosselló, i el segon, de la del Conflent, a la Catalunya del Nord. És és a la zona sud-oriental del terme de Rodès i a la sud-occidental del de Bulaternera, a llevant del santuari de Nostra Senyora de Domanova i a ponent de la capella de Sant Nazari de Barbadell.